# Bromelia regnellii
Bromelia regnellii är en gräsväxtart som beskrevs av Carl Christian Mez. Bromelia regnellii ingår i släktet Bromelia och familjen Bromeliaceae. Inga underarter finns listade i Catalogue of Life.